# Aynur Kərimova
Aynur Kərimova (ur. 7 grudnia 1988) – azerska siatkarka, grająca na pozycji środkowej. Obecnie występuje w drużynie Azerrail Baku.

## Sukcesy klubowe
Mistrzostwo Azerbejdżanu:
- 2007, 2008
- 2009, 2011, 2017

Puchar Challenge:
- 2011

## Sukcesy reprezentacyjne
Liga Europejska:
- 2016